# Jimmy Seals
Jimmy Seals, właśc. James Eugene Seals (ur. 17 października 1941, zm. 6 czerwca 2022) – amerykański gitarzysta, piosenkarz i autor piosenek; członek zespołów Seals and Crofts i The Champs (1958-1964)